# Wohn- und Wirtschaftsgebäude Heidestraße 39
Das Wohn- und Wirtschaftsgebäude Heidestraße 39 in Bassum-Neubruchhausen, 8 km östlich vom Kernort Bassum entfernt, stammt aus dem 19. Jahrhundert. Es wird heute als Wohnhaus genutzt.
Das Gebäude ist ein Baudenkmal in Bassum.

## Geschichte
Das giebelständige Hallenhaus in Fachwerk mit Steinausfachungen, reetgedecktem Krüppelwalmdach, Niedersachsengiebel mit Uhlenloch und Inschrift im Giebelbalken über der Grooten Door wurde 1831 für die Familie Dannemann gebaut. Bemerkenswert ist das enge Raster des Fachwerks.
Zum Anwesen gehört ein weiteres Nebengebäude.